# Själevads Bryggeri
Själevads Bryggeri var ett bryggeri som grundades 1880 i Själevad utanför Örnsköldsvik, och lades ner 1970.

## Historia
Bryggeriet grundades 1880 av Kristian Fredrik Madlung från Tyskland och grosshandlaren Perman från Fränsta. En fabriksbyggnad uppfördes på en udde vid Själevadsfjärden, varifrån vattnet togs till en början. Detta vatten ansågs dock otjänligt och man byggde istället en ledning från Svarttjärn från vilken man tog vattnet. År 1890 anlade firman även ett bryggeri i Åsele, som senare köptes upp av AB Östersunds Ångbryggeri och lades ner 1949.
År 1892 ombildades rörelsen till Örnsköldsviks Ångbryggeri AB, med Fredrik Madlung som disponent tills han efterträddes av Lars Olof Gradin 1896. Ernst Nikanor Hörnblad efterträdde i sin tur Gradin år 1920.
Redan det andra produktionsåret låg den årliga produktionen på cirka 26 000 liter. 1906 började man även att tillverka mineralvatten och läskedrycker, efter att enbart ha tillverkat maltdrycker sedan starten. År 1921 ombildades bolaget och fick det nya namnet Ångbryggeri AB i Själevad (från 1959 kallat Själevads Bryggeri AB). 
År 1939 hade bolaget drygt 30 anställda i Själevad, plus ytterligare drygt 20 anställda vid filialen i Åsele, och när verksamheten lades ned år 1970 fanns det drygt 40 anställda i bolaget. Byggnaden revs sedermera och på platsen vid Själevadsfjärden finns numera ett bostadsområde.